# Югозападни Апалачи
Югозападните Апалачи (на английски: Southwestern Appalachians) са планина в източната част на Съединените американски щати, част от Озаркско-Уачитско-Апалачките гори в Източните умерени гори.
Част от Апалачите, тя заема североизточната части от щатите Алабама, Тенеси и Кентъки с малка област в Джорджия. Заета е главно от гори от дъб и късолистен бор с разпръснати в тях обработваеми земи и пасища.